# Hymenophyllum australe
Hymenophyllum australe là một loài dương xỉ trong họ Hymenophyllaceae. Loài này được Willd. mô tả khoa học đầu tiên.
Danh pháp khoa học của loài này chưa được làm sáng tỏ. 